# Еделвайс (бира)
Вижте пояснителната страница за други значения на Еделвайс.
Еделвайс (на немски: Edelweiss) е марка австрийска бира, тип ейл, в стил вайс, която се произвежда от австрийската пивоварна „Хофбрау Калтенхаузен“ (Hofbräu Kaltenhausen), част от „Брау Юнион Ойстерайх АГ“ (Brau Union Österreich AG), която от своя страна от 2003 г. е собственост на корпорацията „Хайнекен“.

## История
Пивоварната „Хофбрау Калтенхаузен“ е основана през 1475 г. под името „Kalte Bräuhaus“ в селцето Калтенхаузен от кмета на Залцбург – Йохан Айзенхаймер, а търговската марка „Edelweiss“ се появява на пазара през 1986 г. Бирата е наречена по името на алпийското цвете еделвайс и символизира нейната чистота и уникален вкус. Бирата се произвежда по лиценз и в Русия.

## Търговски асортимент
„Edelweiss“ се произвежда в пет разновидности:
- Edelweiss Hofbräu – светла нефилтрирана вайс бира с алкохолно съдържание 4,5 %. Награди: DLG Gold – 2008, 2010 и 2011 г., и European Beer Star – бронзов медал през 2009 г. и сребърен през 2010 и 2011 г.
- Edelweiss Hefetrüb – светла нефилтрирана вайс бира с алкохолно съдържание 5,3 %. Награди: DLG Gold – 2008, 2009, 2010 и 2011 г.
- Edelweiss Dunkel – тъмна нефилтрирана вайс бира с алкохолно съдържание 5,3 %.
- Edelweiss Alkoholfrei – светла нефилтрирана безалкохолна вайс бира.
- Edelweiss Gamsbock – светла вайценбок бира с алкохолно съдържание 7,1 %. Награди: DLG Gold – 2010 и 2011 г., и European Beer Star – бронзов медал през 2010 г.